# 1978年の日本の女性史
1978年の日本の女性史（1978ねんのにほんのじょせいし）は、1978年（昭和53年）の日本における女性に関するできごとを時系列的に挙げる。参考文献は日本の女性史年表を参照のこと。
本項目は歴史研究としての女性史ではなく、日本における女性に関するできごとをある体系に基づいて述べようとするものではない。
- 1月10日 総理府、初の「婦人白書：婦人の現状と施策--国内行動計画に関する第1回報告書」発表、女子の労働人口2010万人で全労働の37.4%
- 1月25日 日本鉄鋼連盟事務局の女性7人が男女差別賃金や配転是正の問題で、東京地方裁判所に提訴
- 1月26日 主婦連、創立30周年記念消費者ゼミナール 開催
- 1月30日 国連に核兵器完全禁止を要請する署名運動に婦人の共同行動、17団体参加
- 3月1日 赤松良子、総理府婦人問題担当室長に、久保田真苗は国連の婦人の地位向上部長に就任
- 3月1日 静岡労働基準監督署、第一勧業銀行浜松支店に男女差別賃金是正勧告
- 3月2日 女性専用ホテル「レディース・イン宝塚」開業、兵庫県で
- 3月7日 稲村総理府総務長官、3月3日を「婦人の日」祝日にする方向で事務局に検討指示、女性議員ら反発
- 3月14日 バレンタインデーのお返しの日として「ホワイトデー」登場、お菓子鶴乃子のメーカー石村萬盛堂発案
- 3月19日 国際婦人年大阪連絡会、「出産白書」の中間報告を兼ねたシンポジウム開催
- 3月24日 日本社会党、「男女雇用平等法案」発表　5月8日 国会に提出、廃案となる。
- 3月25日 行動を起こす女たちの会、「主婦の失業者宣言--すべての女性に職場を！」
- 3月- 北海道、「婦人行動計画」策定　以後、各県で策定続く
- 3月- 女性学研究会 発足
- 4月11日 「国連婦人の十年推進議員連盟」 結成 、会長山口シヅエ、婦人議員22人を含む全員衆参169議員で
- 4月28日 余暇開発センター「レジャー白書」中で、主婦の家事労働は月6万円相当と発表
- 4月28日 ヨーロッパ最大手の結婚情報会社、西ドイツのアルトマン、日本に進出
- 4月- タイ警察当局、タイ女性の日本渡航の背後にビザの大偽造団が存在するとして追及に乗り出す。
- 5月23日-6月30日 初の国連軍縮特別総会日本代表団、核兵器完全禁止を要請する2000万署名を提出、地婦連の田中里子事務局長、平和と核兵器禁止を訴える演説
- 6月- 名古屋大学女子学生ら「名古屋大学学生祭ミスキャンパス・コンテスト」反対運動
- 7月12日 少女だけの暴走族、仲間へのリンチ事件で捕まる、横須賀市で、少女だけの暴走族の摘発は初
- 7月19日 電電公社調査、中・高校卒で東京に働きにきた地方出身の若者、7割は月2回故郷へ電話、相手は9割以上が母親
- 7月22日 「高等学校学習指導要領」、家庭科については女子のみ4単位必修は変わらず、男子に意思があれば選択履修の道を開く。
- 7月22日 「女の生き方を考える--NHKドラマ"夫婦"をめぐって」集会
- 7月24-26日 初の国際女性学会78年東京会議、国立婦人教育会館で
- 7月25日 イギリスで世界初の体外受精児、試験管ベビー誕生
- 7月- 労働省、「雇用管理調査」を開始。初任給の男女同額率・結婚退職制・妊娠出産退職制等、女性に対する雇用管理の実態が明らかになる。
- 8月27日 全日本おかあさんコーラス大会、虎ノ門ホールで
- 9月25日 雇用平等法をつくる会 結成
- 10月8日 新宿や六本木のディスコ・深夜喫茶・ゲームセンターで警視庁が未成年者105人を一斉補導、うち女子41人、特に女子の無軌道ぶり目立つ。
- 10月12日 警察庁、サラ金被害実態調査、1～8月の自殺者130人、家出1502人、売春を強要された女性13人
- 10月13日 医療法改正、正規の診療科名として認められていなかった美容整形が美容外科学として認知される。
- 10月-フランスのファッションブランド、 オートクチュールのシャネル、日本にブティック6店を開店、既製服に進出
- 10月- 「赤ちゃん110番」調査、赤ちゃんに接したことない母親急増、1000人中660人の母親が成長期に赤ちゃんと接したことが無い。
以後、”赤ちゃんを知らないまま”母親になるケースが増える。
- 11月20日 女たちの映画祭、「女ならやってみな!」他自主上映、四谷公会堂で
- 11月20日 労働基準法研究会、労働大臣に報告書「労働基準法の女子に関する基本的問題について」提出、労働基準法の女子に対する時間外労働制限・生理休暇の廃止など提言
- 11月21日 厚生省通達、人工妊娠中絶期間を短縮、7ヶ月未満を23週以前に
- 11月- 東京都、「婦人問題解決のための東京都行動計画」を発表、同時に79年度から85年度までを計画期間とする総合実施計画
- 12月16日 行動を起こす女たちの会、5党出席による「政党に聞く--女性が働くための政策は」開催

- ダイヤモンドを財産としてよりファッションとして購入する女性が増えて、小粒品の輸入が急増、8年間で6～10倍、1万～2万5000円台人気
- 銀座のボディマッサージ店で1人の女性に使うクリームは10年前に比して10g増しの50gに、女性の脚が伸びたためと
- 女性ドライバーが1000万人突破
- 総理府の意識調査によれば、政府の「国内行動計画」があることさえ知らない女性が約半数